# Nure-onna

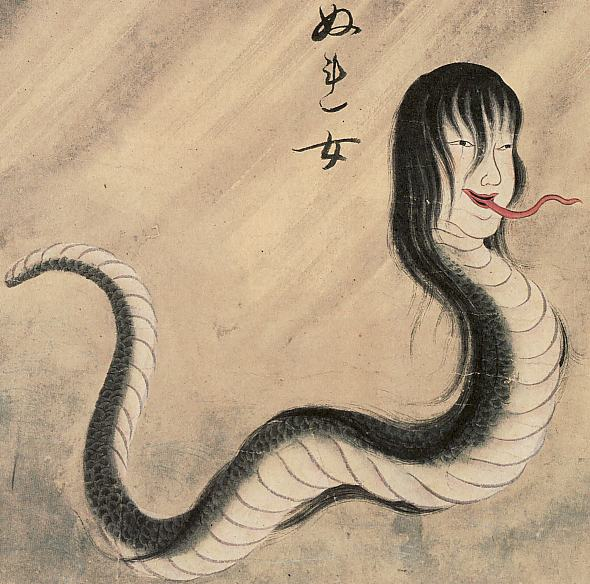
Hình vẽ nure-onna trong cuốn Hyakkai Zukan

Trong thần thoại Nhật Bản, Nure-onna (濡女 (Nhu Nữ)) là một giống yêu quái có hình dạng như một loài lưỡng cư có đầu là đầu phụ nữ và thân là rắn. Miêu tả về hình dáng của loài yêu quái này có thay đổi đôi chút trong mỗi câu chuyện, chiều dài của nó khoảng 300 thước, mắt như mắt rắn, vuốt dài, nanh nhọn, tóc xõa dài. Nó thường được thấy ở các bồ hồ, bồ sông, khi đang gội đầu.
Mục đích của nure-onna vẫn chưa được xác định. Trong một số truyện, cô là 1 sinh vật quái dị đủ mạnh để đè nát cây cối bằng cái đuôi và ăn thịt con người. Cô mang bên mình một cái gói nhỏ, như con của cô ta, để thu hút những nạn nhân tiềm tàng. Nếu 1 người có thiện chí muốn giữ đứa bé cho cô, Nhu Nữ sẽ đưa cho họ. Nếu ai đó cố gắng bỏ cái túi đó, tuy nhiên, đó hiển nhiên không phải là 1 đứa bé. Thay vào đó, cái gói sẽ nặng dần lên và ngăn không cho nạn nhân bỏ chạy. Sau đó, cô dùng chiếc lưỡi dài như con rắn của mình để hút cạn máu nạn nhân.
Trong những câu chuyện khác, nure-onna đơn thuần là chỉ tìm kiếm một nơi vắng vẻ khi cô chải tóc và phản ứng kịch liệt với bất kì ai làm phiền cô. Rokurokubi có quan hệ gần gũi với nNure-onna vì bản thân rokurokubi cũng có 1 chiếc cổ dài như rắn.